# Río Bedija
El río Bedija es un río del centro de España, el principal afluente del río Riánsares, una de las fuentes del río Guadiana que discurre por Castilla-La Mancha. 

## Curso
El Bedija nace cerca de Rozalén del Monte, provincia de Cuenca, y desemboca al noroeste de Horcajo de Santiago en el río Riánsares, al oeste de la provincia de Cuenca.
Cerca del nacimiento, y antes de llegar a Uclés, el río pasa junto a la llamada Fuente Redonda, una laguna artificial prerromana donde se encontró en el s. XIX un ara votiva dedicada al dios Airón. 
El cauce de este río transcurre por el campo manchego, poblado de cultivos de vid y cereal. Además, hay huertas y cultivos de regadío. Y esto último hace pensar en la existencia de un caudal subterráneo importante. También posee una vega fértil.
Atraviesa los pueblos de Rozalén del Monte, Uclés, Tribaldos, Villarrubio (con la actual depuradora), El Acebrón, y Horcajo de Santiago.